# Halkozin
Halkozin je bakrov(I) sulfid in pomembna bakrova ruda. Mineral je neprozoren in temno sive ali črne barve s kovinskim sijajem. Njegova trdota je 2,5-3. Kristalizira v ortorombskem kristalnem sistemu.
Njegovo ime je nastalo iz grške besede χαλκός [halkós], ki pomeni baker. Poznan je tudi kot redrutit, stekleni baker in bakrova svetlica.
Halkozin se včasih pojavlja kot primarni žilni mineral v hidrotermalnih žilah, večina halkozina pa je v supergeno obogatenih okoljih pod oksidacijsko cono skladov bakrovih rud, kjer je nastal kot rezultat izpiranja bakra iz njegovih oksidnih mineralov. Pogost je tudi v sedimentnih kamninah. 
Halkozin se rudari že več stoletij in je ena od najbolj donosnih bakrovih rud, saj vsebuje skoraj 80% bakra. Odstranjevanje sulfidnega žvepla je dokaj enostavno. Halkozin zaradi majhnih količin ni primarna bakrova ruda. 
Lepo razviti kristali halkozina so precej redki in zato zelo iskani. Večina najlepših kristalov je iz opuščenih rudnikov Redruth in  St. Just v Cornwallu (Velika Britanija) in Bristolu (Connecticut, ZDA). 
Glede na to, da je halkozin sekundarni mineral, ki je nastal iz drugih mineralov, je poznan po tem, da tvori psevdomorfe mnogih različnih mineralov. Psevdomorf je mineral, ki je atome primarnega minerala zamenjal s svojimi atomi, pri čemer je ostala primarna kristalna struktra nedotaknjena. Halkozin tvori psevdomorfe bornita, kovelina, halkopirita, pirita, enargita, milerita, galenita in sfalerita. 